# 太井潤一
太井 潤一（たい じゅんいち、1974年11月22日 - ）は日本の洋画家。大阪府堺市出身・在住。関西大学工学部建築学科卒業。

## 略歴
8歳の時に洋画家・本田年男に師事し洋画の道へ。現在は地元の堺市を中心に水彩画や油彩画の個展を開いたり、地元の百貨店で似顔絵のイベントを開催している。
その一方で、1990年ごろから週刊プロレスに選手の似顔絵を投稿、それが縁でJWP女子プロレスのTシャツ等のグッズに似顔絵を提供するようになる。
また、週刊プロレスの編集長だった濱部良典が編集長を務めるボウリング・マガジンで「ボウリング革命 P★League」に出場する選手を紹介する連載企画「P★FILE」にも選手の似顔絵を提供している。